# 화정초등학교 (부산)
화정초등학교는 대한민국 부산광역시 북구에 있는 공립 초등학교이다.

## 학교 연혁
- 2013. 3. 1.: 개교
- 2013. 3. 1.: 22학급 편성(학생 495명)
- 2014. 2. 17: 1회 졸업식(74명)
- 2014. 3. 1.: 25학급 편성(학생 592명)
- 2014. 3. 1.: 교육부 정책연구학교 지정
- 2014. 3. 1.: 수학.과학 영재학급 운영학교 지정
- 2014. 3. 1.: 부산광역시교육청 지정 학교회계세부사업명 표준화 시범학교 지정
- 2014. 3. 1.: 환경 개선 사업(캐노피 설치) 완료
- 2015. 2. 17.: 제2회 졸업식(80명, 누적 154명)

## 시설 현황
- 대지 면적: 10,762.30m²
- 건축 면적: 3,099.32m²
- 연면적: 9,258.05m²
- 건물: 교실건물(27실), 특별건물(시청각실, 도서실, 과학실, 컴퓨터실, 기술실/가정실, 영어실, 체력단련실 등), 강당건물(급식실, 다목적 강당)

## 참고 자료
- 화정초등학교 - 한국교육학술정보원 학교알리미